# Beckenhaube
Bei der Beckenhaube, auch Kesselhaube, Basinet, Bacyn, Basnet  oder Bascinet, spätere Versionen mit Visier auch Hunds- oder Schweinegugel genannt, handelt es sich um einen Helmtypus, der im frühen 14. Jahrhundert aufkam und bis in das 15. Jahrhundert gebräuchlich war.

## Beschreibung

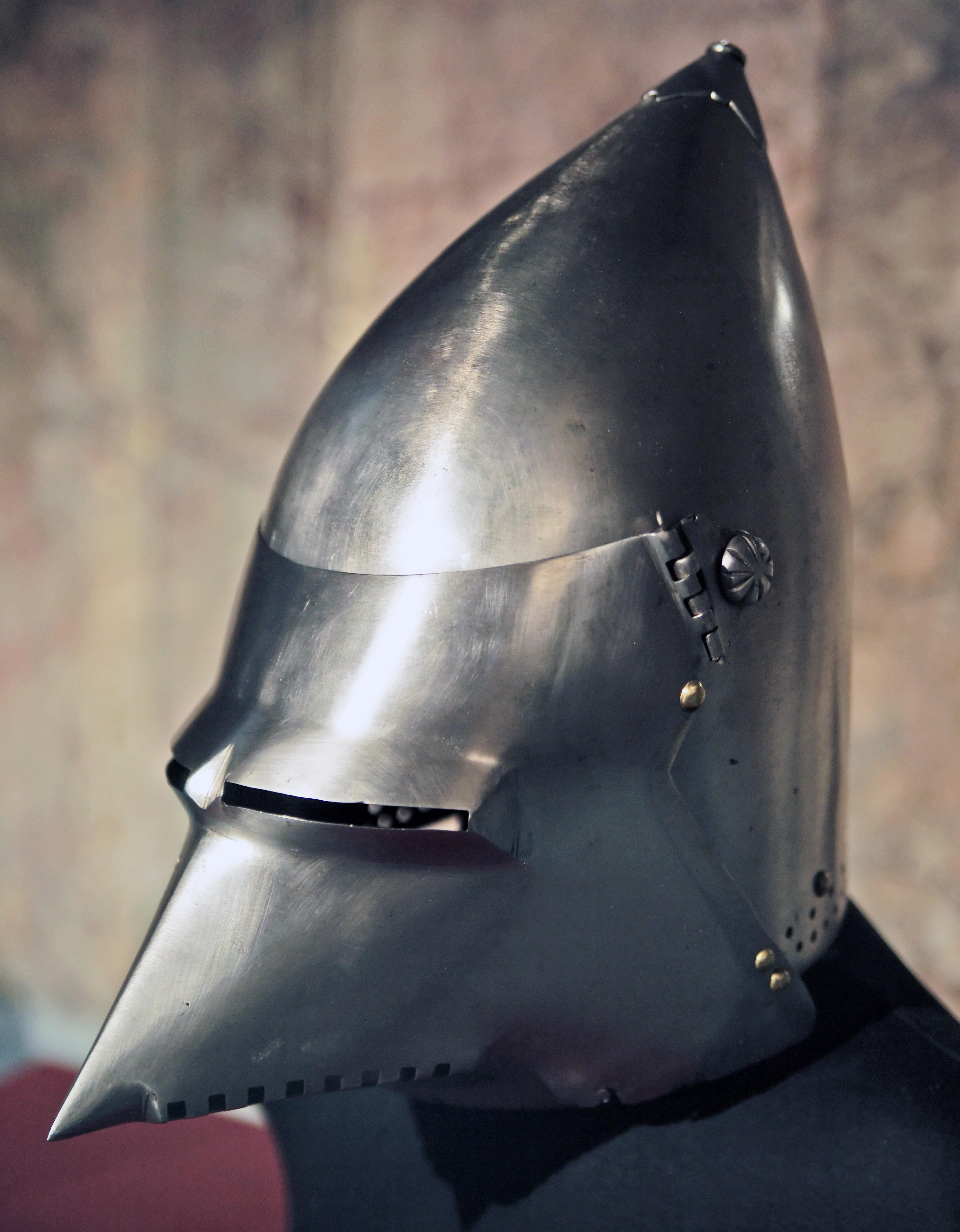
Beckenhaube mit Visier

Die Beckenhaube entwickelte sich aus der Hirnhaube, einem leichten Helm, der im 13. Jahrhundert zusammen mit einer gepolsterten Kappe und einer Haube aus Ringpanzergeflecht unter dem Topfhelm von Reitern getragen wurde. Als das Ringpanzergeflecht seit den 1320er Jahren schließlich zunehmend an dieser befestigt wurde, etablierte sich der Helm auch ohne den nunmehr durch die Zunahme der Größe der Hirnhaube darüber getragenen Kübelhelm. Die Helmglocke wurde spitz ausgetrieben, um Schläge von oben besser abzuwehren, und der Helmrand wanderte nach unten, bis die Beckenhaube mit Ausnahme der Gesichtspartie den ganzen Kopf umschloss.
Im Laufe des 14. Jahrhunderts wurde es üblich, die Beckenhaube ohne den schweren Kübelhelm zu tragen. Um das Gesicht zu schützen, konnte daher ein Nasal oder ein Klappvisier an ihrem Helmrand angebracht werden. Aus der mit Visier versehenen Beckenhaube entstand in der zweiten Hälfte des 14. Jahrhunderts die Hundsgugel. Auch der im 15. Jahrhundert getragene Armet und der Grand Bacinet entwickelten sich aus diesem Helmtypus.